# Arnoldus Johannes Andreae
Arnoldus Johannes Andreae (Kollum, 30 januari 1845 – aldaar, 27 februari 1899) was een Nederlandse notaris en schrijver van geschiedkundige werken. 

## Biografie
Arnoldus werd geboren als zoon van notaris Daniël Hermannus Andreae en zijn vrouw Petronella Maria Eskes. Hij kreeg eerst les aan huis, vertrok vervolgens korte tijd naar Leeuwarden en studeerde toen rechten aan de Universiteit Utrecht, alwaar hij zich verdiepte in genealogie en de Friese geschiedenis en alwaar hij promoveerde in 1872. In 1877 trouwde hij met Ulrica Hermanna Huber en werd hij lid van de gemeenteraad van de gemeente Kollumerland c.a.. Na een aantal jaren gewerkt te hebben in het notariskantoor van zijn vader volgde hij hem op als notaris van Kollum in 1881. Hij ging wonen in de door zijn vader gebouwde villa "Philippusfenne". In zijn vrije tijd interesseerde hij zich voor de geschiedenis van Friesland, waarover hij als historicus vele boeken en artikelen schreef. Hij was een pleitbezorger van maatschappelijke hervormingen in Friesland, met name in de landbouw. Hij was ook een tijdlang bestuurslid van het Friesch Genootschap. In 1894 werd hij lid van de provinciale staten van Friesland. Door zwakke gezondheid overleed hij echter reeds 5 jaar later op 54-jarige leeftijd na een kort ziekbed aan een longontsteking.
Met Ulrica kreeg hij twee zonen en een dochter, waarvan de laatste reeds op 9-jarige leeftijd overleed. De Oudheidkamer Mr. Andreae is naar hem vernoemd.

## Werken (selectie)
- 1881: De Lauwerzee nagespoord in wording, omvang en bedijkingen (Leeuwarden);
- 1883: Kollumerland en Nieuw-Kruisland, geschiedkundig beschreven (Kollum);
- 1885-86: Oudheidkundige plaatsbeschrijving van de gemeente Kollumerland en Nieuw-Kruisland. (2 delen; Kollum);
- 1890-91: Het klooster Jerusalem of Gerkesklooster (Kollum);
- 1893: Nalezing op de nieuwe naamlijst van Grietmannen van Jhr. Mr. H. Baerdt van Sminia (Leeuwarden);

Verder schreef hij diverse artikelen over het Friese verzet tegen de Spanjaarden tijdens de Tachtigjarige Oorlog, de kerkelijke en politieke indeling van Friesland tussen de 8e eeuw en 1580, het klooster Olijfberg (Galilea), de Fogelsangh State, Kempo van Martena, Jancko Douwama en het geslacht Van Buma voor onder andere de Vrije Fries en de Friese Volksalmanak.